# 1794 у Миколаєві
| Роки в Миколаєві 1789 • 1790 • 1791 • 1792 • 1793 • 1794 • 1795 • 1796 • 1797 • 1798 • 1799 • → Див. також: XIX століття |

1794 у Миколаєві — список важливих подій, що відбулись у 1794 році в Миколаєві. Також подано перелік відомих осіб, пов'язаних з містом, що народились або померли цього року.
У 1794 Миколаїв став базою Чорноморського флоту і залишався нею понад 100 років до 1895, коли база флоту була переведна до Севастополя.

## Події
- У Миколаєві з'явилось управління Чорноморським флотом — канцелярія Головного командира флоту і портів[1].
- У серпні 1794 спущений на воду найбільший на Чорноморському флоті трищогловий 90-гарматний корабель «Святий Павло», який був закладений в листопаді 1791 на верфі. Він, як найкращий корабель флоту, став флагманським кораблем ескадри віце-адмірала Ф. Ф. Ушакова під час Середземноморського походу[2].
- 30 жовтня відбулось освячення кам'яної церкви в ім'я Святого Мученика Григорія Великої Вірменії (його ім'я носив князь Григорій Потьомкін). У 1798 вона стала Адміралтейським собором.

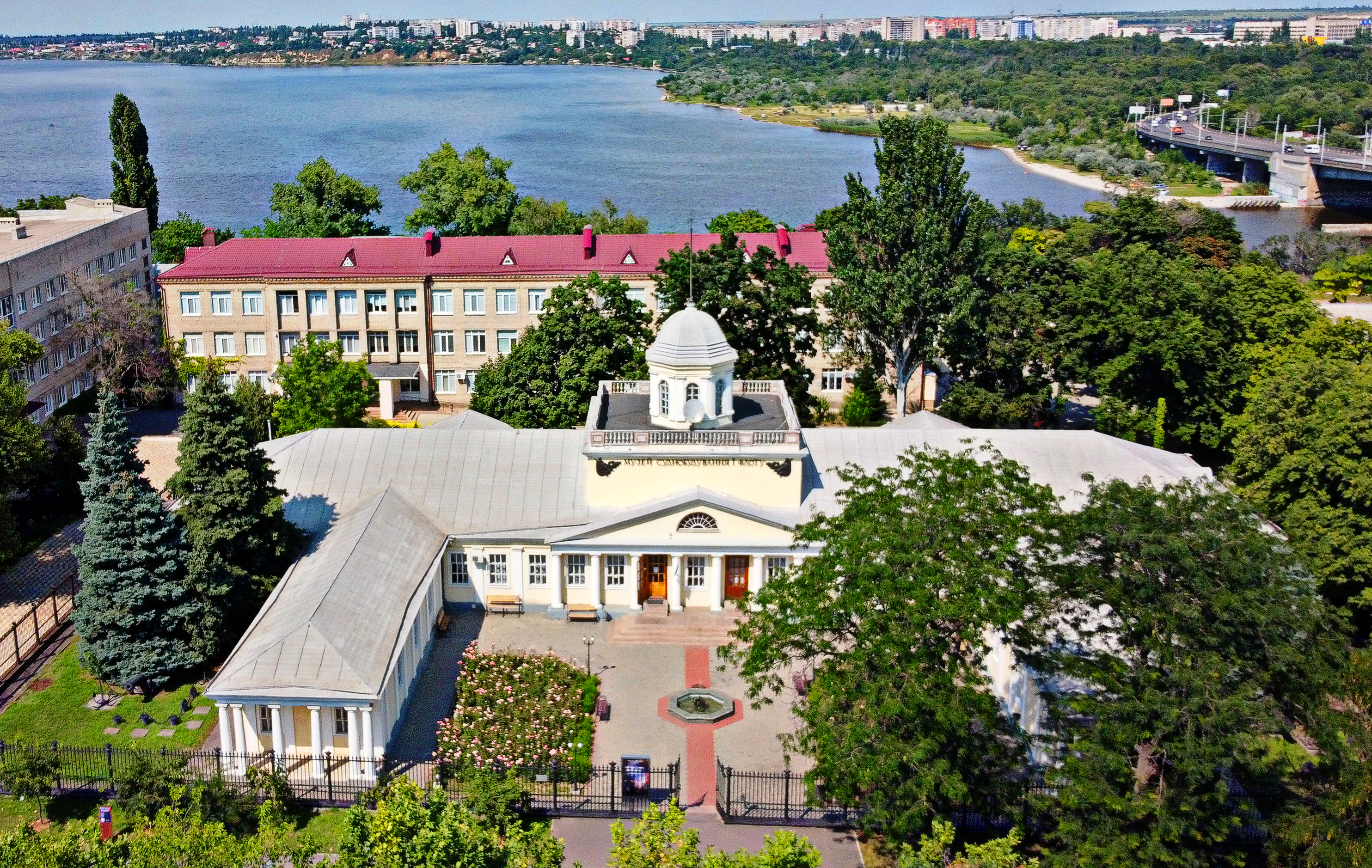
Будинок Головного командира Чорноморського флоту

## З'явилися
- На нинішній вулиці Адміральській під керівництвом архітектора Петра Неєлова завершено будівництво Будинок Головного командира Чорноморського флоту, який був закладений у 1792 році. У 1978 в цій будівлі був заснований Миколаївський музей суднобудування і флоту[3].
- З метою залучення в місто поселенців, переважно з країн Західної Європи, на вулиці Молдаванській (нині — Декабристів) один з державних будинків був переданий католицькій церкві. Цей будинок був перебудований у перший католицький храм Святого Йосипа і освячений 20 травня 1796 року. Через сто років, у 1895 на цьому місці був зведений Костел святого Йосипа[2].
- Заснований Чорноморський центральний військово-морський архів, який проіснував в Миколаєві до 1934 року, коли архівні документи були перевезені до Ленінграда[4].

## Особи

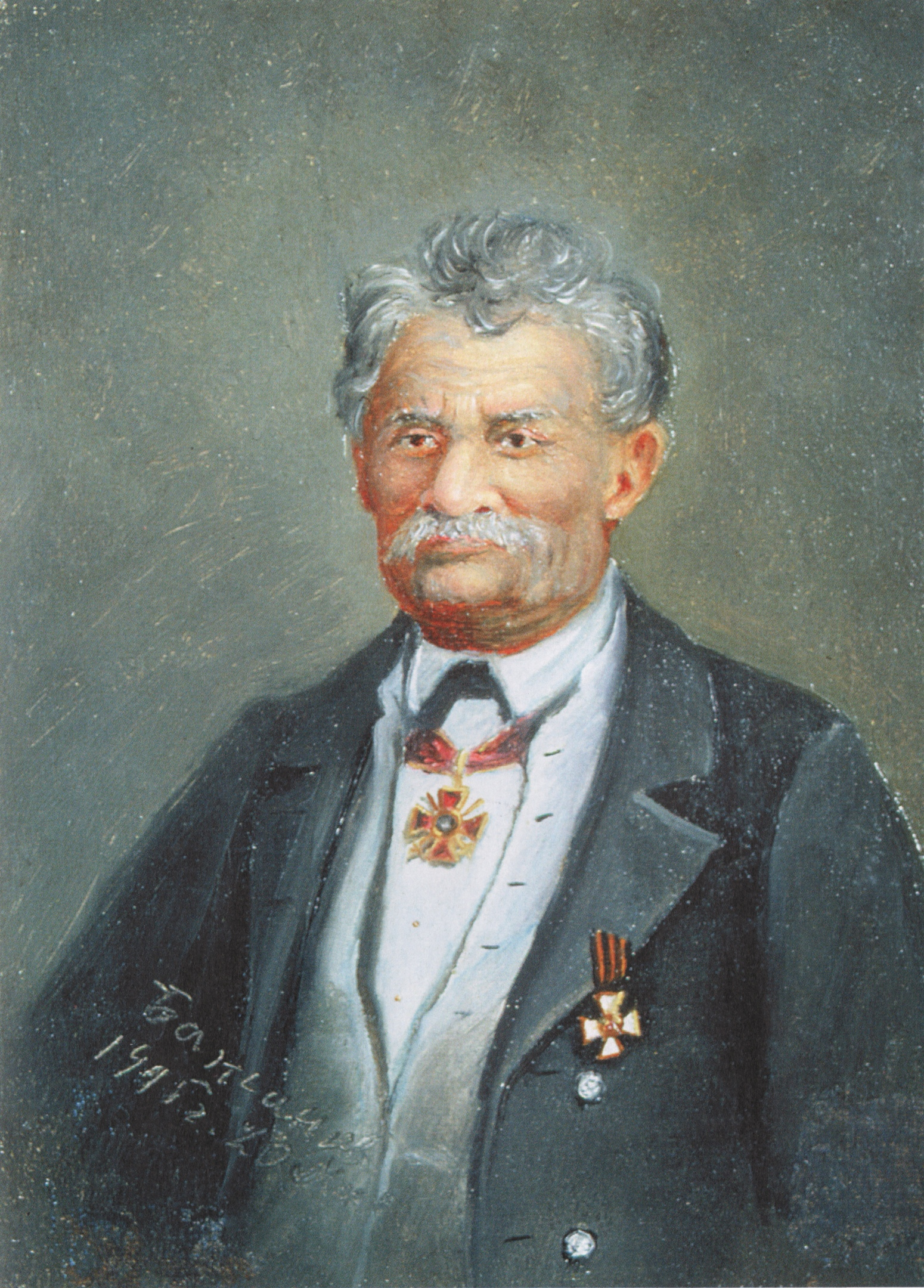
Іван Прокоф'єв

### Народилися
- 1 січня народився Прокоф'єв Іван Петрович (пом. 7 січня 1865 у Миколаєві) — полковник російської імператорської армії, учасник битви брига «Меркурій» проти турків.
- Авггуст Еріх Кибер (Авггуст Федорович Кибер) (нім. August Erich Kyber; 1794, Ерглі, Ліфляндська губернія, Російська імперія — 1855, Миколаїв) — російський морський лікар, учасник полярних і навколосвітніх подорожей Ф. П. Врангеля, головний лікар Миколаєва та генерал-штаб-доктор Чорноморського флоту.